# Chirita viola
Chirita viola är en tvåhjärtbladig växtart som beskrevs av Ridley. Chirita viola ingår i släktet Chirita och familjen Gesneriaceae. Inga underarter finns listade i Catalogue of Life.